# What a Groovy Day: The British Sunshine Pop Sound 1967–1972
What a Groovy Day: The British Sunshine Pop Sound 1967–1972 es una caja recopilatoria de varios artistas, publicada el 27 de enero de 2023 por Grapefruit Records, subsidiaria de Cherry Red Records.

## Antecedentes
El 12 de noviembre de 2022, se anunció la caja recopilatoria de 3 CDs What a Groovy Day: The British Sunshine Pop Sound 1967–1972. En un anuncio de prensa, Jack Clough escribió: “What a Groovy Day es una exploración fascinante de un sonido que, más de 50 años después de su apogeo no reconocido en ese momento, todavía está causando ondas interminables en el acervo genético musical”.

## Recepción de la crítica
El crítico de AllMusic, Tim Sendra, elogió el maravilloso trabajo de la recopilación al reunir “una amplia gama de bandas, desde las conocidas hasta las injustamente oscuras, para presentar un caso convincente de que, después de todo, quizás Malibú no era el lugar más soleado del mundo”.
El sitio web Real Gone comentó: “En general, What a Groovy Day es un lanzamiento brillante que, incluso con algunas elecciones extrañas [...], debería proporcionar disfrute más que suficiente para cualquier persona interesada en volver a visitar los sonidos de una época mucho más inocente”.

## Lista de canciones
| Disco uno |                                     |                             |          |  |
| N.º       | Título                              | Artista                     | Duración |  |
| 1.        | «What a Groovy Day»                 | Harmony Grass               | 3:31     |  |
| 2.        | «Gentlemen of the Park»             | Episode Six                 | 3:10     |  |
| 3.        | «Like the Tide, Like the Ocean»     | Force West                  | 2:27     |  |
| 4.        | «At the Third Stroke»               | The Piccadilly Line         | 2:58     |  |
| 5.        | «Alexander Bell Believes»           | Alexander Bell              | 3:03     |  |
| 6.        | «Painting the Day»                  | Chuckles                    | 1:59     |  |
| 7.        | «She Won't Show Up Tonight»         | John Carter                 | 2:45     |  |
| 8.        | «Sunshine Games»                    | The Tremeloes               | 1:54     |  |
| 9.        | «I've Got You on My Mind»           | Dorian Gray                 | 2:22     |  |
| 10.       | «Fly Paradise»                      | Barbara Moore               | 2:18     |  |
| 11.       | «Mr. Pseudo-fabulous»               | Weavers Green               | 2:13     |  |
| 12.       | «Dropping Out»                      | The Orange Bicycle          | 2:43     |  |
| 13.       | «The Company I Keep»                | Ken Smart                   | 3:31     |  |
| 14.       | «Yoyo Thoughts»                     | Philwit & Pegasus           | 2:55     |  |
| 15.       | «Make Up Your Mind»                 | The Bystanders              | 2:54     |  |
| 16.       | «Saturday's Child»                  | The Spectrum                | 2:29     |  |
| 17.       | «Georgy Girl»                       | The Seekers                 | 2:19     |  |
| 18.       | «Going Home»                        | Agincourt                   | 2:31     |  |
| 19.       | «Loonin'»                           | The Wilson Malone Voiceband | 2:44     |  |
| 20.       | «Summer Dreaming»                   | Tony Rivers & The Castaways | 1:49     |  |
| 21.       | «Mum and Dad»                       | Pinkerton's Colours         | 2:07     |  |
| 22.       | «Birds and Bees»                    | Warm Sounds                 | 2:30     |  |
| 23.       | «When Jezamine Goes» (demo version) | Marty Wilde                 | 2:58     |  |
| 24.       | «Some Other Someday»                | West Coast Consortium       | 2:56     |  |
| 25.       | «The Sound of the Summer»           | The Chocolate Watch Band    | 2:07     |  |
| 26.       | «Gently As You Feel»                | The Flies                   | 2:37     |  |
| 27.       | «Colour My World»                   | Petula Clark                | 2:48     |  |
| 28.       | «Early Morning Sun»                 | The Californians            | 2:38     |  |
| 29.       | «Why Shouldn't I?»                  | Jason Cord                  | 2:19     |  |
| 30.       | «Bye Bye Baby»                      | The Symbols                 | 2:23     |  |

| Disco dos |                                                          |                              |          |  |
| N.º       | Título                                                   | Artista                      | Duración |  |
| 1.        | «Little One»                                             | The Episode                  | 2:42     |  |
| 2.        | «Coloured Mile»                                          | Design                       | 2:57     |  |
| 3.        | «My Door No. 4 (aka Lonely Highway)»                     | The Mirage                   | 2:43     |  |
| 4.        | «Looks Like Rain»                                        | Majority One                 | 2:48     |  |
| 5.        | «Listen to the Man»                                      | Robbie                       | 3:07     |  |
| 6.        | «A Night to Be Remembered»                               | Dawn Circus                  | 4:02     |  |
| 7.        | «All on a Summer's Day»                                  | Butterscotch                 | 2:43     |  |
| 8.        | «Smile a Little Smile for Me» (US single version)        | The Flying Machine           | 2:59     |  |
| 9.        | «Montage»                                                | Jefferson                    | 2:51     |  |
| 10.       | «In My Magic Garden»                                     | Tinkerbell's Fairydust       | 2:34     |  |
| 11.       | «Softly Whispering I Love You»                           | David & Jonathan             | 3:08     |  |
| 12.       | «I'm Coming Back»                                        | Sparrow                      | 2:35     |  |
| 13.       | «Every Little Move She Makes»                            | White Plains                 | 2:50     |  |
| 14.       | «Friends of Mine»                                        | The Zombies                  | 2:16     |  |
| 15.       | «Stained Glass Window»                                   | Simon Dupree & The Big Sound | 2:05     |  |
| 16.       | «We Can Help You»                                        | The Alan Bown!               | 2:25     |  |
| 17.       | «C'mon Marianne» (alternative version)                   | Grapefruit                   | 2:36     |  |
| 18.       | «(The Man from The) Marriage Guidance and Advice Bureau» | The Knack                    | 3:46     |  |
| 19.       | «Everything Is Sunshine»                                 | The Hollies                  | 1:57     |  |
| 20.       | «Night in the City»                                      | The New Seekers              | 2:47     |  |
| 21.       | «The Lightning Tree»                                     | The Settlers                 | 2:40     |  |
| 22.       | «Hellow Hellow»                                          | Paul Ryan                    | 2:22     |  |
| 23.       | «But I Know»                                             | Normie Rowe                  | 2:28     |  |
| 24.       | «Heavy Lace»                                             | The Roger Webb Sound         | 1:31     |  |
| 25.       | «Sleepy Joe»                                             | Herman's Hermits             | 3:08     |  |
| 26.       | «Mr. Rainbow»                                            | Homer's Knods                | 2:17     |  |
| 27.       | «Am I Losing You»                                        | The Flower Pot Men           | 2:00     |  |
| 28.       | «Cried Enough for You» (previously unreleased)           | The Mellow Yellow            | 2:09     |  |
| 29.       | «I've Got You Under My Skin»                             | Infinity                     | 3:41     |  |

| Disco tres |                                                |                       |          |  |
| N.º        | Título                                         | Artista               | Duración |  |
| 1.         | «Move in a Little Closer Baby»                 | Harmony Grass         | 2:41     |  |
| 2.         | «Take a Boat»                                  | Design                | 2:43     |  |
| 3.         | «Fly Away»                                     | Barbara Moore         | 2:46     |  |
| 4.         | «Being Human Being»                            | Paper Bubble          | 3:12     |  |
| 5.         | «Mr. Nice»                                     | Cliff Richard         | 2:16     |  |
| 6.         | «Mythological Sunday»                          | Friends               | 5:10     |  |
| 7.         | «Any Time»                                     | Washington D. C.'s    | 3:49     |  |
| 8.         | «I'm a Train»                                  | Colors of Love        | 2:34     |  |
| 9.         | «Let's Get a Little Sentimental»               | Montanas              | 2:50     |  |
| 10.        | «Do You Wanna Dance»                           | Deep Feeling          | 3:03     |  |
| 11.        | «Dark Star»                                    | Pussyfoot             | 2:05     |  |
| 12.        | «Like the Sun»                                 | Tapestry              | 2:53     |  |
| 13.        | «The Walk Will Do You Good»                    | The Rainbow People    | 2:16     |  |
| 14.        | «Don't Listen»                                 | Katch 22              | 1:48     |  |
| 15.        | «Close My Eyes»                                | Edwards Hand          | 3:15     |  |
| 16.        | «Try a Little Sadness»                         | Genesis               | 3:18     |  |
| 17.        | «Cherry, Cherry»                               | Jonathan King         | 2:49     |  |
| 18.        | «Holly Golightly»                              | Fluff                 | 2:25     |  |
| 19.        | «Midweek Excursion»                            | Pennsylvania Sixpence | 2:20     |  |
| 20.        | «Look at the Sun»                              | Sun Dragon            | 2:54     |  |
| 21.        | «On a Quiet Night»                             | The Oscar Bicycle     | 2:47     |  |
| 22.        | «Forgive and Forget» (previously unreleased)   | Warm Sounds           | 2:08     |  |
| 23.        | «With My Eyes Closed»                          | The March Hare        | 2:48     |  |
| 24.        | «Shapes and Shadows»                           | Tandem                | 2:29     |  |
| 25.        | «Millions of Millions» (previously unreleased) | Sweetshop             | 2:14     |  |
| 26.        | «Lady of the Morning Sun»                      | The Bullring          | 2:10     |  |
| 27.        | «California Dreamin'»                          | Jason Crest           | 2:50     |  |
| 28.        | «Sound of Summer's Over»                       | Summer Wine           | 3:28     |  |

## Posicionamiento
| Gráfica (2023)                     | Pico de posición |
| ---------------------------------- | ---------------- |
| Reino Unido (UK Compilation Chart) | 56               |